# Velký vídeňský mor
Velký vídeňský mor byl rozsáhlou morovou epidemií, která postihla Vídeň, potažmo další území Dolních Rakous, mezi lety 1679 a 1680, a které zde padlo za oběť několik desítek tisíc lidí. Epidemie byla jednou z posledních velkých morových nákaz v historii střední Evropy.

## Průběh
První případy onemocnění se objevily na jaře roku 1679 v městské části Leopoldstadt a s postupujícím teplým obdobím se odtud rychle rozšířily do celé sídelní oblasti Vídně. K šíření nemoci přispívaly také husté osídlení městské oblasti a nedostatečná hygiena, mor se pak šířil prostřednictvím hlodavců, zejména potkanů. Císař Leopold I. uprchl se svým dvorem počátkem roku 1680 do Prahy. Zatímco hygienická opatření navržená lékařem Paulem de Sorbaitem, který se později stal známým jako městský morový lékař, byla zjevně ignorována, mor byl vnímán spíše jako boží zásah, jak jej např. označil katolický kazatel Abraham a Sancta Clara ve své knize Merck's Wienn! Das ist: des wüthenden Tods umständige Beschreibung (Merck's Wienn! To jest: nepřímý popis zuřící smrti, 1680), kde vybízí lid k pokání a modlitbám. Přestože ve Vídni po vyhnání zdejších Židů v roce 1670 v té době žádní Židé nežili, autor v tomto pamfletu obvinil z epidemie čarodějnice a Židy.

## Úmrtí
Jen v roce 1679 na epidemii zemřelo nejméně 12 000 lidí. Současné odhady historiků uvádějí počet mrtvých mezi 70 000 a 120 000. Písemně lze ověřit kolem 8 000 úmrtí, ale to lze považovat pouze za spodní hranici. Kromě epidemie z roku 1679 zasáhly Vídeň v minulosti morové epidemie také v letech 1349, 1541 (tehdy zemřela třetina obyvatel Vídně) a 1588. Poslední velká morová epidemie v Habsburské monarchii v letech 1713 až 1714 si pak ve Vídni vyžádala na 9000 úmrtí.
Epidemie se v dalších měsících rozšířila také do českých zemí, kde jí, především během roku 1680, padlo za oběť zhruba 100 000 lidí, včetně několika osobností zdejšího společenského života.

## Památky
Po odeznění moru byl ve Vídni vztyčen monumentální vídeňský morový sloup, který svým stylem ovlivnil četné realizace morových a trojičních sloupů na území celé habsburské monarchie.
Vídeňský mor zachytil ve své písni O du lieber Augustin známý vídeňský barokní pouliční muzikant Marx Augustin.